# Powiat Kieżmark
Powiat Kieżmark (słow. okres Kežmarok) – słowacka jednostka podziału administracyjnego znajdująca się w kraju preszowskim na obszarze historycznych regionów Szarysz i Spisz. Powiat Kieżmark zamieszkiwany był w 2001 r. przez 63 231 obywateli i zajmował obszar 840 km². Średnia gęstość zaludnienia wynosiła 75,28 osób na km². Miasta: Stara Wieś Spiska, Biała Spiska i powiatowy Kieżmark.

## Narodowości
- Słowacy 89,1%
- Romowie 8,8%
- Czesi 0,4%

## Religie
- katolicy 86,5%
- greko-katolicy 2,9%
- luteranie 2,9%